# Jens Andersen (skuespiller)
 For alternative betydninger, se Jens Andersen. (Se også artikler, som begynder med Jens Andersen)
Jens Andersen (født 28. marts 1971 i Næstved, Danmark) er en dansk foredragsholder, teaterproducer, teaterinstruktør og skuespiller. Han er mest kendt for sin rolle som bondeknolden Polle fra Snave i Sonofons tidligere reklamefilm.
Som skuespiller har han medvirket i en række film, og modtog som sin medvirken i Fri os fra det onde en bodil for bedste mandlige birolle ved bodiluddelingen i 2010.

## Karriere
Han er uddannet på School af Stage Art i 1995 og Cantabile 2 i Vordingborg, hvor han var tilknyttet i årene 1994-1997. Han fik sit gennembrud med Polle rollen i tv-reklamerne, der i 2002 blev lavet om til en film ved navn Polle Fiction. Siden har han medvirket i flere spillefilm. Han har vundet Søren Bregendal Prisen for sin rolle i Dræberne fra Nibe.
Andersen har også en del teatererfaring og har blandt andet medvirket i opsætningen Guitaristerne på Bellevue Teatret i 2006, hvor han spillede sammen med Kirsten Lehfeldt.
Siden 1998 har han haft sit eget teaterselskab, ved navn Project 2, hvor han er manuskriptforfatter på forestillinger, producerer dem, instruerer dem, og selv medvirker i dem.
Siden 2011 har han optrådt i flere DR-producerede tv-serier, som bl.a. Den som dræber og Arvingerne.
Han har lagt stemme til flere animationsfilm, bl.a. Ice Age 2, Ice Age 3, Ice Age 4, og Ice Age 5

## Privatliv
Andersen er gift og far til fire børn. Han bor i Nyråd nær Vordingborg.

## Filmografi

### Film
| År   | Titel                                | Rolle                           | Noter                     |
| ---- | ------------------------------------ | ------------------------------- | ------------------------- |
| 2002 | Polle fiction                        | Hovedrollen som Polle fra Snave |                           |
| 2004 | Tid til forandring                   |                                 |                           |
| 2007 | Anja og Viktor - Brændende kærlighed |                                 |                           |
| 2009 | Fri os fra det onde                  | Jens                            | Modtog bodil for birollen |
| 2009 | Headhunter                           |                                 |                           |
| 2013 | Oasen                                |                                 | Kortfilm                  |
| 2014 | Detektiverne                         |                                 |                           |
| 2014 | Kolbøttefabrikken                    |                                 |                           |
| 2015 | Mennesker bliver spist               |                                 |                           |
| 2017 | Dræberne fra Nibe                    |                                 |                           |
| 2018 | Wonderful Copenhagen                 |                                 |                           |
| 2018 | Så længe jeg lever                   |                                 |                           |

### Tv
| År   | Titel                       | Rolle  | Noter        |
| ---- | --------------------------- | ------ | ------------ |
| 2008 | Mikkel og Guldkortet        |        | Julekalender |
| 2011 | Den som dræber              |        |              |
| 2012 | Forbrydelsen III            |        |              |
| 2014 | Partiets mand               |        |              |
| 2015 | Arvingerne                  |        | Anden sæson  |
| 2018 | Theo & Den Magiske Talisman | Faunen | Julekalender |

### Stemmearbejde
- 2006 Ice Age 2: På tynd is
- 2006 Over hækken
- 2009 Ice Age 3: Dinosaurerne kommer
- 2012 Gummi T
- 2012 Ice Age 4: På gyngende grund
- 2016 Ice Age: Den vildeste rejse